# Chu Shong-tin
Chu Shong-tin (徐尚田, Tsui Seung Tin) (1933, provincia de Guangdong - 2014) fue un artista marcial chino.
Tras irse a Hong Kong en 1949, empezó entrenar el arte marcial Wing Chun del maestro Ip Man en enero de 1951. Entre muchos estudiantes de Ip Man, Chu Shong-tin es conocido como el rey de Siu Nim Tao, la primera forma de Wing Chun. Jim Fung y Suzanna Ho fueron alumnos suyos.